# کنتا هیروسه
کنتا هیروسه (انگلیسی: Kenta Hirose؛ زادهٔ ۲۶ ژوئن ۱۹۹۲) بازیکن فوتبال اهل ژاپن است.
از باشگاه‌هایی که در آن بازی کرده‌است می‌توان به باشگاه فوتبال آلبیرکس نیگاتا اشاره کرد.